# Io e te = la soluzione
Io e te = la soluzione è un singolo del cantante italiano Alessio Bernabei, pubblicato il 29 aprile 2016 come secondo estratto dal primo album in studio Noi siamo infinito.